# Schlachterstraße (Schwerin)

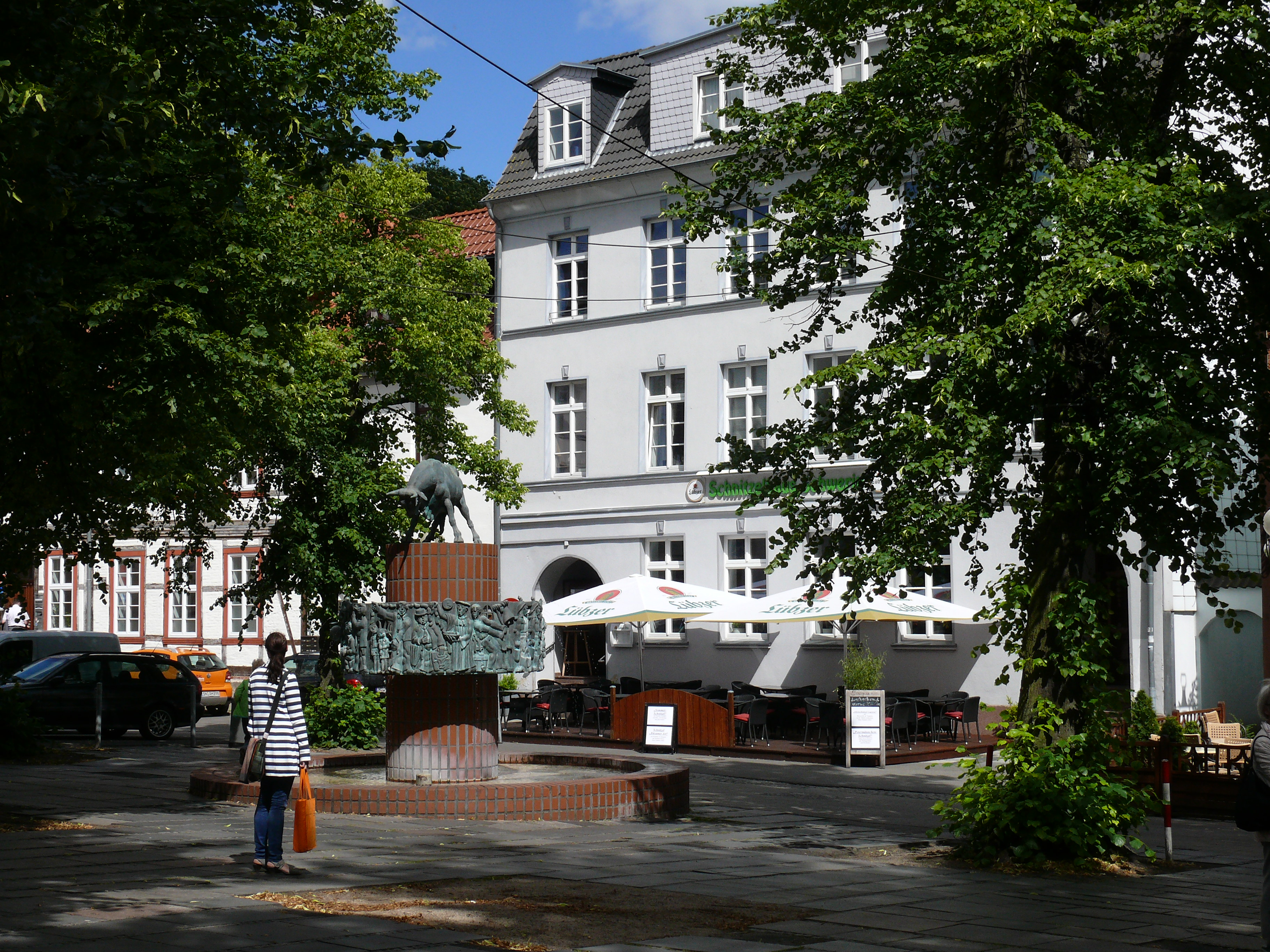
Nr. 15 und Brunnen Herrn Pastorn sin Kauh auf dem Schlachtermarkt

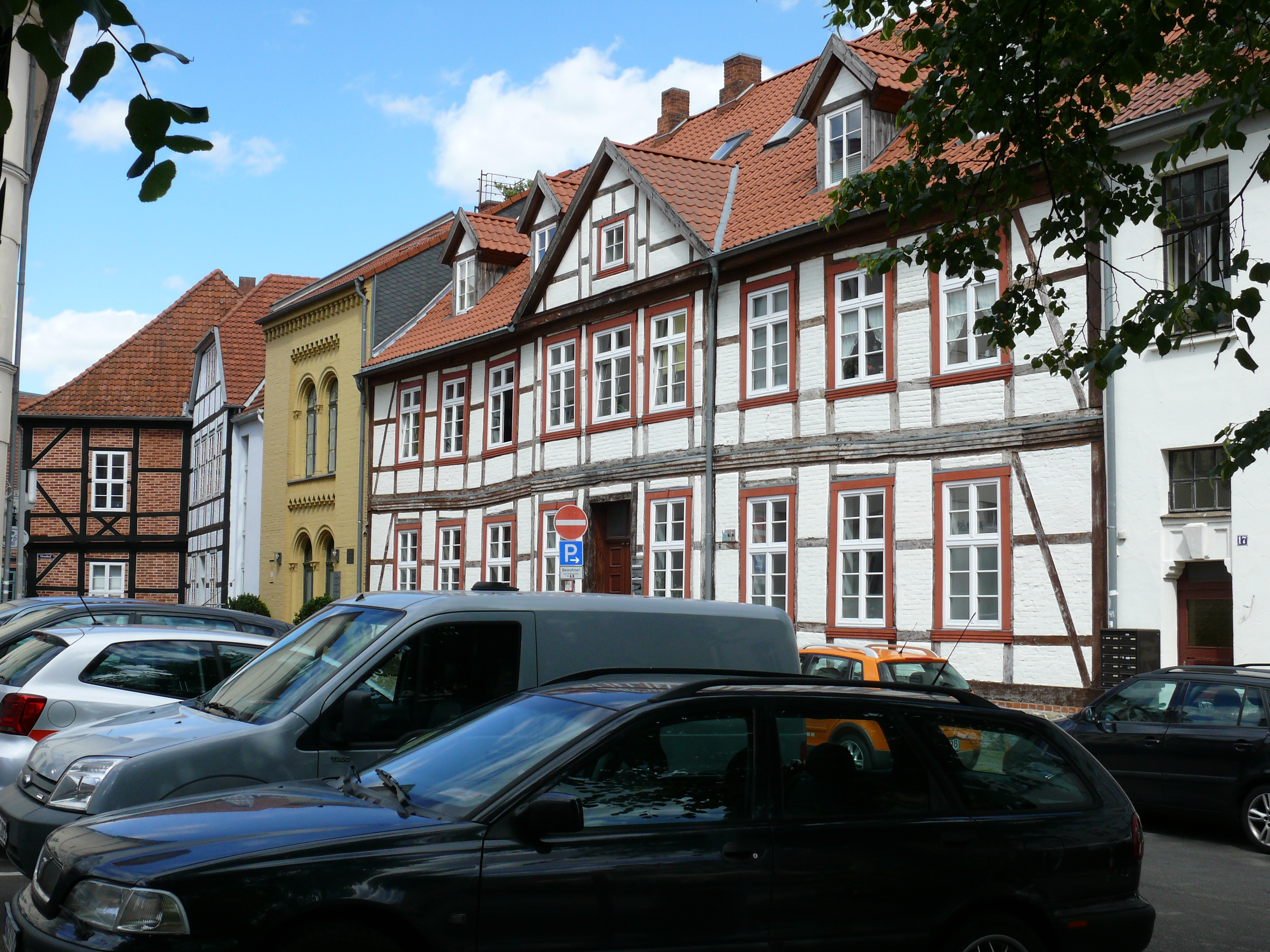
Nr. 17 und 17a

Die Schlachterstraße ist eine Fußgängerzone in Schwerin. Sie führt in Süd-Nord-Richtung von der Baderstraße / Straße Großer Moor vorbei am Schlachtermarkt bis zum Domhof in der Altstadt.

## Nebenstraßen
Die Neben- und Anschlussstraßen wurden benannt als Baderstraße nach den Beruf; Großer Moor nach dem früheren Moor, Schlachtermarkt nach dem Markt sowie Domstraße und Domhof nach dem Dom.

## Geschichte

### Name
Die Schlachterstraße wurde 1799 benannt nach dem Beruf. Zuvor hieß die Gasse seit 1651 Die Horne. Der vordere Teil der Straße (1–7) heißt seit 2010 Landesrabbiner-Holdheim-Straße, benannt nach dem jüdischen Gelehrten und Rabbiner Samuel Holdheim (1806–1860), der 1840 bis 1847 Landesrabbiner Mecklenburg-Schwerin war.

### Entwicklung

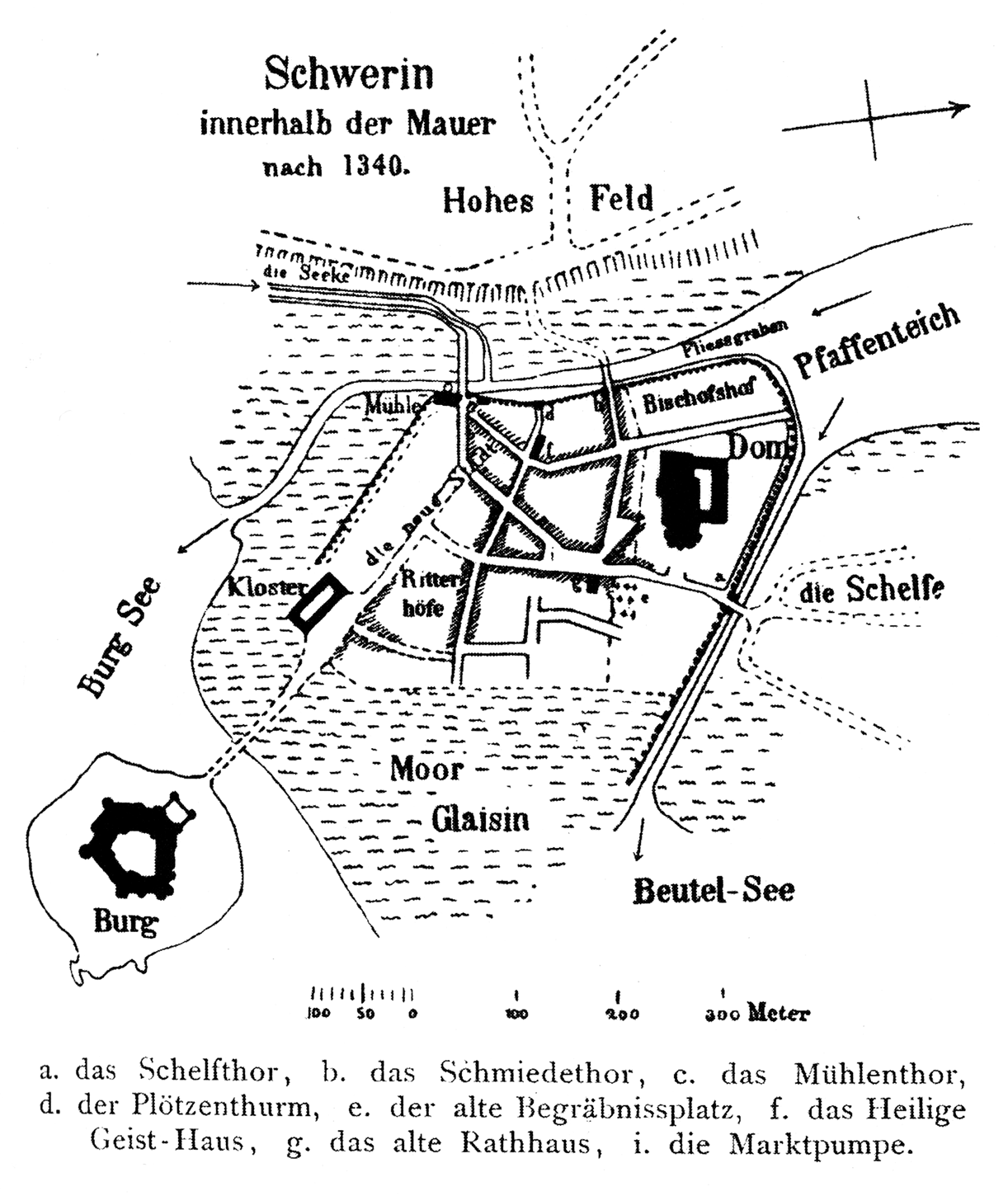
Schwerin nach 1340

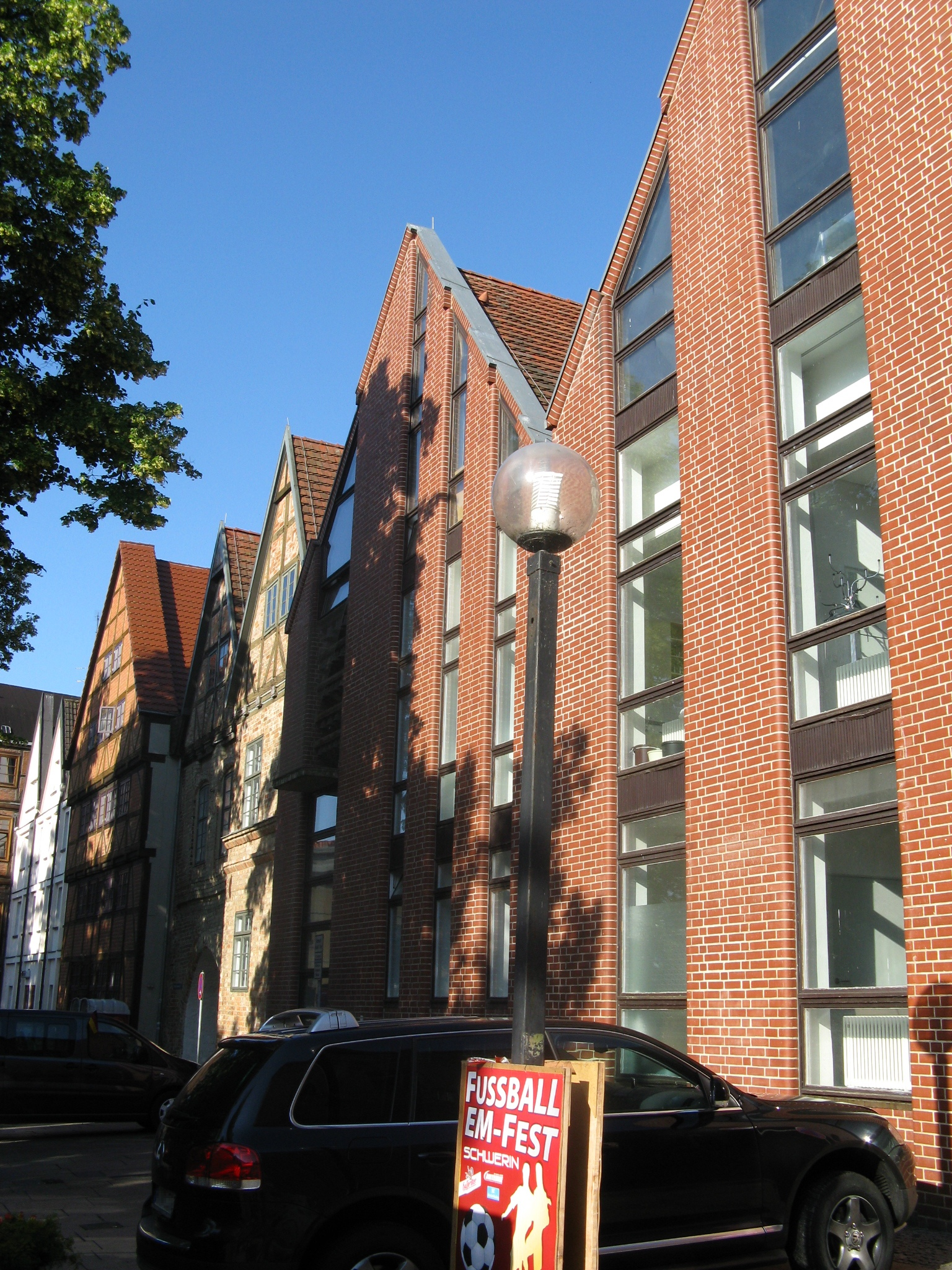
Giebelhäuser Rückseite

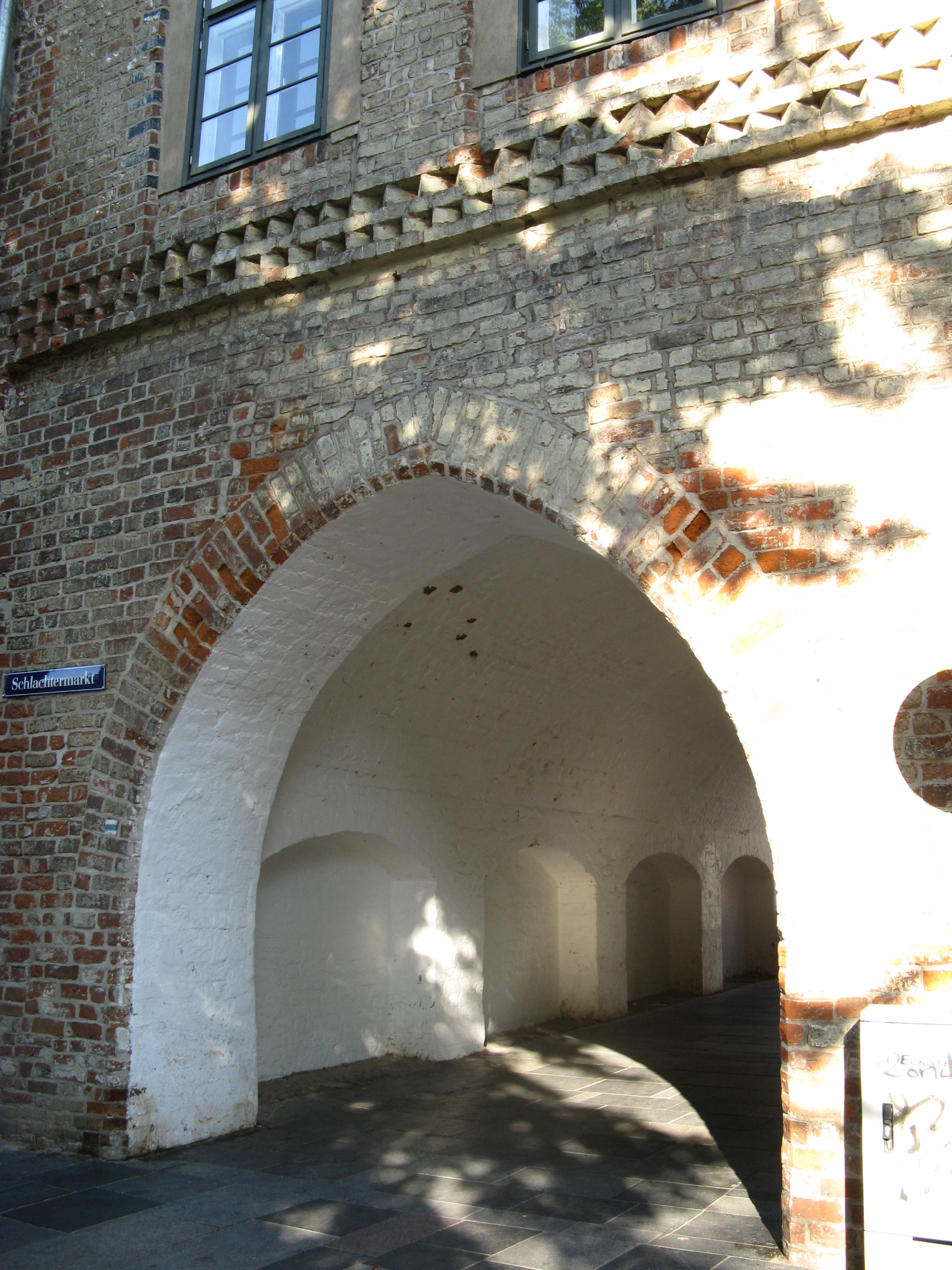
Durchgang zum Markt

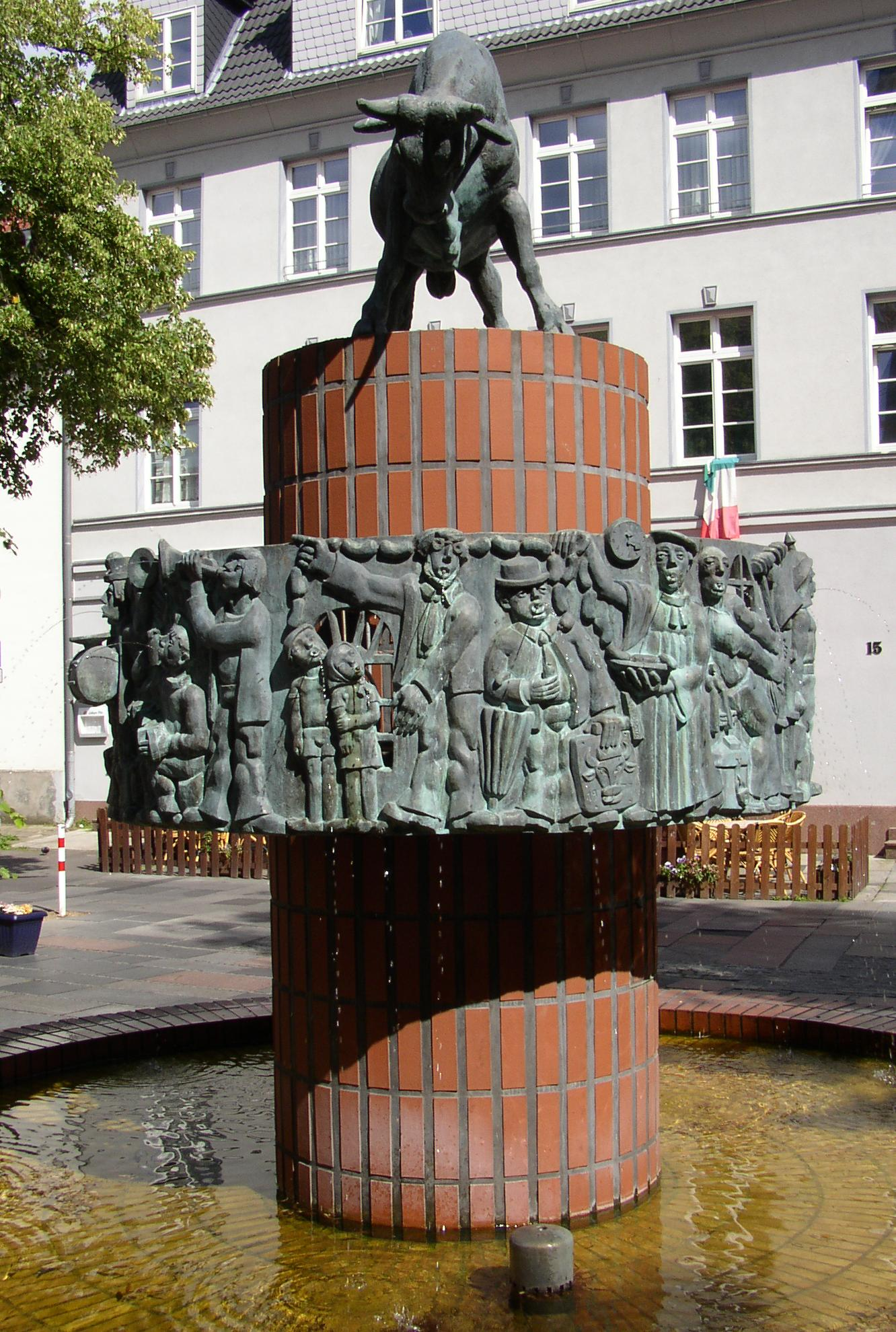
Brunnen Herrn Pastorn sin Kauh

Nach der Stadtgründung Schwerins von 1160 entstand eine neue Burg und ein kleines Netz von mittelalterlichen Gassen, die in etwa dem heutigen Straßenverläufen folgten. Zuvor und eventuell danach war hier ein kleiner, früh aufgegebener Friedhof. In der Karte von 1340 ist dann die Straße unten, über dem Moor, zu finden. Sie führte nach Norden bis zur Stadtmauer (rechts in der Karte), dahinter die Schelfe (Schelfstadt). Zwischen dem Altstädtischen Rathaus und der Straße befanden sich bis 1896 Häuser, die Riege genannt wurden. Eine östliche Straßenrandbebauung zum Großen Moor erfolgte wohl erst im 18. Jahrhundert. Zuvor soll hier seit dem 16. Jh. eine kleinteilige Bebauung mit Höfen gewesen sein.
Der Platz war früher durch Häuser hinter dem Rathaus eng bebaut. Eine schmale Gasse führt bis nach 1843 (gem. Stadtplan) südlich vom Haus Am Markt 9 zum Markt; danach gab es noch längere Zeit einen Durchgang. Der Blumen- und Gemüsemarkt entstand bis 1897 durch Abriss der westlichen Häuserzeile in der Schlachterstraße.
1979 fand eine Sanierung des Platzes statt. Im Rahmen der Städtebauförderung wurden das Gebiet der Altstadt Sanierungsgebiet und Mitte bis Ende der 1990er Jahre erfolgte die Sanierung vieler Häuser. Der denkmalgeschützte Platz und sein Umfeld soll bis 2020 saniert werden.

## Gebäude, Anlagen (Auswahl)
An der Straße stehen zumeist zwei- bis dreigeschossige Gebäude. Die mit (D) gekennzeichneten Häuser stehen unter Denkmalschutz.
- Nr. 3–7: 3-gesch. Häuser der Jüdischen Gemeinde Schwerin, das Gemeindehaus (Nr. 3/5) wurde zu DDR-Zeiten renoviert; da viele weggezogen waren, fand 1973 der letzte Gottesdienst im Haus statt. Seit 1994 existiert hier wieder eine jüdische Gemeinde, die 2003 919 Mitglieder hatte.[3]
  - Nr. 7: 2-gesch. klassizistisches Gebäude von der Mitte des 18. Jh. mit hohem Schweifgiebel; früher Gasthaus, ab 1915 Soldatenheim, 1924 Sitz der Städtischen Volksbücherei, 1928–1931 auch Saalnutzung als Wärmehalle für Erwerbslose, 1934–1939 Nutzung durch die NSDAP, nach 1945 Volksmusikschule, ab 1963  Staatliches Sinfonieorchester, nach 1994 bis um 2019 die Jüdische Gemeinde.[4]
  - Hinter Nr. 3–7 war von 1773 bis 1938 der Standort der ersten Schweriner Synagoge und der zweiten größeren Synagoge als Fachwerkbau von 1819, renoviert 1866 nach Plänen von Georg Daniel und Carl Diederich Susemihl; am 9. November 1938 während der Novemberpogrome 1938 zerstörten die Nazis die Synagoge, die Tage darauf abgerissen wurde. 2008 entstand im Innenhof die dritte freistehende, quadratische und verklinkerte Synagoge nach Plänen von Joachim Brenncke (Schwerin); zu sehen sind Teile des Hofpflasters und des historischen Fußbodens von 1819.
  - Der Hamburger Kaufmann Lazarus Gumpel stiftete 1837 zwei große 3-gesch. im Zweiten Weltkrieg zerstörte Gebäude mit 51 Wohnungen in der Schlachterstraße (früher Nr. 40/42) für verarmte Juden.
- Großer Moor Nr. 6: 4-gesch. neueres Wohn- und Geschäftshaus als Eckhaus mit Evangelische Bank eG, Regionaldirektion Schwerin
- Am Markt 9: Rückseite des 3- bis 4-gesch. Gebäudes mit Sockelgeschoss und darüber Fachwerkfassade bis zum Pultdach, südlich war früher ein Durchgang zum Markt
- Nr. 9: 3-gesch. Wohn- und Geschäftshaus sowie
- Nr. 11 und 13: Zwei neuere 2-gesch. Giebelhäuser mit Fachwerkfassaden nach altem Vorbild und mit Restaurant
- Nr. 10: Hier wohnte von 1870 oder 1871 wenige Jahre der erste Daguerreotypist und Fotograf in Schwerin, Carl Rettberg.
- Nr. 15: 3-gesch. Wohn- und Geschäftshaus als Fachwerkhaus mit Galerie (D), mit Restaurant
- Nr. 17: 2-gesch. 9-achsiges Wohnhaus als Fachwerkhaus (D) mit mittigem Giebelrisalit
- Nr. 17a: 2-gesch. Logenhaus als Fachwerkhaus mit Saalanbau (D) mit Fassade im byzantinischen Stil und Rundbogentüren sowie der interessanten Sternendecke im Saal; umgebaut Mitte des 19. Jh. nach Plänen von Georg Adolph Demmler, seit dieser Zeit Sitz der 1809 gegründete Johannis-Loge „Harpokrates zur Morgenröthe“[5]
- Rückseite der acht 3-gesch. Giebelhäuser von Am Markt 10 bis 14 mit Fachwerkfassaden (Nr. 13, 14) und zwei moderner Gestaltung; die vier rechten Giebel von Nr. 14 sind die Rückseite des Altstädtischen Rathauses; die modernen rückseitigen Giebelfassaden zum Schlachtermarkt wurden in den 1980er Jahren nach Entwürfen von Dieter Zander (Schwerin) gebaut.
- Domstraße Nr. 2 / Puschkinstraße 42: 2-gesch. Eckgebäude als Fachwerkhaus (D) mit Krüppelwalmdach und Zwerchhaus
- Domhof Nr. 4: 2-gesch. Wohnhaus als Fachwerkhaus (D) mit Krüppelwalmdach

### Denkmale, Gedenken
- Brunnen Herrn Pastorn sin Kauh auf dem Schlachtermarkt nach dem plattdeutschen Volkslied und Rundgesang Herrn Pastor sien Kauh, 1979 von Stephan Horota, Berlin. Das Glockenspiel des Schweriner Rathauses hat den Anfang der Melodie übernommen.
- Nr. 7: Gedenktafel für die ehemalige Synagoge